# Jo Durie
Jo Durie (Joanna Mary Durie; 27 de julio de 1960) es una tenista profesional inglesa, retirada de la actividad. Durante su carrera alcanzó la posición Nro. 5 en el ranking ATP en sencillos y la Nro. 9 en dobles, y ganó dos títulos de Grand Slam, ambos en la modalidad de dobles mixto junto al tenista Jeremy Bates.
Durie fue la última mujer británica en alcanzar una semifinal de Grand Slam hasta Johanna Konta, que lo consiguió en el Abierto de Australia de 2016.

## Finales de Grand Slam

### Dobles mixto: 2 finales (2 títulos)
| Posición | Año  | Campeonato           | Superficie | Compañero    | Oponentes                   | Marcador      |
| -------- | ---- | -------------------- | ---------- | ------------ | --------------------------- | ------------- |
| Campeón  | 1987 | Wimbledon            | Césped     | Jeremy Bates | Nicole Provis Darren Cahill | 7–6(10), 6–3  |
| Campeón  | 1991 | Abierto de Australia | Dura       | Jeremy Bates | Robin White Scott Davis     | 2–6, 6–4, 6–4 |

### Dobles: 1 final (0 títulos, 1 final)
| Posición  | Año  | Local      | Superficie | Compañera    | Oponentes                       | Marcador |
| --------- | ---- | ---------- | ---------- | ------------ | ------------------------------- | -------- |
| Finalista | 1984 | Nueva York | Alfombra   | Ann Kiyomura | Martina Navratilova Pam Shriver | 6–3, 6–1 |